# География на Белгия
Кралство Белгия е страна в Западна Европа и има стратегическо местоположение за Западна Европа. Столицата ѝ Брюксел се намира приблизително на 1000 km от най-големите европейски столици – Лондон, Париж и Берлин, което е причина тя да е седалище на Европейския съюз и НАТО. Голяма част от страната се отличава с равнинна повърхност и мек климат. Във връзка със значителната усвоеност на територията ѝ преобладават културните ландшафти, а естествените са се съхранили фрагментарно и са много бедни на рестителни и животински видове.

## Географско положение, граници, големина, брегова линия
В съвременните си граници Белгия има площ от 30 528 km², която ѝ отрежда 140-то място по големина в света. От тях 16 844 km² се падат на Валония, 13 522 km² – на Фландрия, и 161 km² – на столичния регион Брюксел. Белгия граничи с 4 държави по суша. На север с Нидерландия (дължина на границата 486 km), на изток с Германия (162 km), на югоизток с Люксембург (148 km) и на юг и югозапад с Франция (620 km). На северозапад има малък излаз – 66 km със Северно море. Максималната дължина на страната от север на юг е приблизително 225 km, а от запад на изток – 282 km.
Територията на Белгия се простира между 49°30′ и 51°30′с.ш. и между 2°30′ и 6°30′и.д. Крайните точки на страната са следните:
- крайна северна точка – (51°30′18″ с. ш. 4°46′26″ и. д. / 51.505° с. ш. 4.773889° и. д.), на границата с Нидерландия, при град Клостер
- крайна южна точка – (49°29′49″ с. ш. 5°28′21″ и. д. / 49.496944° с. ш. 5.4725° и. д.), на границата с Белгия, на 1 km южно от градчето Торни.
- крайна западна точка – (51°05′21″ с. ш. 2°32′44″ и. д. / 51.089167° с. ш. 2.545556° и. д.), на брега на Северно море, на границата с Франция, при френския град Бредюн.
- крайна източна точка – (50°20′08″ с. ш. 6°24′29″ и. д. / 50.335556° с. ш. 6.408056° и. д.), на границата с Германия, при село Кер.

## Релеф
Повърхността на страната постепенно се повишава от северозапад на югоизток, от приморската низина до Ардените. Крайбрежието на Северно море е плоско с пояси от дюни с височина до 30 m и ширина 1,5 – 2,5 km. По време на морския отлив се осушава голяма част от пясъчния бряг, като това са т.нар. „вати“ с ширина до 3,5 km. По време на приливите дюните и изградените дамби защитават зоната на плодородните полдери, широки около 15 km, намиращи се до 2 m под морското равнище. Зад тях се простират плоските низини на Ниска Белгия – Фландърската и Кампин (височина до 50 m), изградени от речни и морски наслаги. На места във Фландрия се издигат ниски остатъчни хълмове с височина до 150-170 m. В Средна Белгия господстват хълмистите (вълнистите) равнини, които на север са с височина до 80-100 m, а на юг – до 180 m, осеяни с множество ерозионни форми на релефа. Голяма депресия, заета от долините на реките Маас и левият ѝ приток Самбра, отделят Средна от Висока Белгия – заета от древния планински масив Ардени. Тук в рида Висок Фен се намира най-високата точка на страната – Синял дьо Ботранж (Signal de Botrange) с височина 694 m. В крайните югоизточни части, около долината на река Семуа са разпространени варовикови куестови ридове с височина до 465 m.

## Геоложки строеж, полезни изкопаеми
В южната част на Белгия са развити херцинските нагънати съоръжения, подложени на силна денудация. На север те се подпъхват под слой от мезо-кайнозойски наслаги, оголени единствено на места по долините на реките. В крайния север под мощен седиментен чехъл заляга докамбрийския кристалинен фундамент. През плейстоцена територията на страната нееднократво се е подлагала на въздействието водата от топящите се ледници. Голямо разпространени са получили процесите на льосонатрупването. Белгия е богата на каменни въглища (в равнината Кампин и по долините на реките Маас и Самбра), но процентът на коксуващите се въглища е малък. В Ардените има малки находища на железни и полиметални руди (олово, цинк, мед), антимон и др. Страната притежава значителни запаси от строителен камък (гранит, пясъчник, врамор и др.).

## Климат
Климатът на Белгия е умерен морски с характерни влажни западни и югозападни ветрове. През зимата преобладава облачното време, с чести мъгли (особено в Ардените). Средната януарска и февруарска температура на въздуха в приморските райони е 3 °C, в централните около 0 °C, в Ардените -1 °C. Лятото е прохладно, с чести дъждове и гръмотевични бури. Средната юлска температура е 18-19 °, в Ардените около 14 °C. В Ниска и Средна Белгия годишната сума на валежите е 700-900 mm, във Висока Белгия – до 1200 mm. Годишно в Брюксел около 150 дни са валежни, а в Ардените – до 200 дни.

## Води
Белгия е богата на водни ресурси, чийто капацитет възлиза на 20,8 km³. Страната има гъста речна мрежа от пълноводни реки със спокойно течение. Най-големи реки са Маас (Мьоз, 925 km), Шелда (Еско, 430 km), Семуа (210 km) и Самбра (193 km). Всички те само частично преминават през територията ѝ, и всички принадлежат към водосборния басейн на Северно море. Повечето от тях са плавателни и не замръзват през зимата. Максималният им отток е през зимата. Често явление в Ниска Белгия са наводненията. За регулирането на оттока им е изградена мрежа от помпени станции, канали и шлюзове.

## Почви, растителност, животински свят
В Ниска Белгия естествената растителност е представена от дъбово-брезови, а в Средна и Висока Белгия – от букови и дъбови гори, развити върху подзолисти и кафяви горски почви. Горите заемат 18% от територията на страната. Най-залесените райони са в Ардените, където още през 1954 г. е създаден националния парк „От Фан“. Извършва се масово залесяване с бор и смърч. Във Фландрия са своеобразни т.н. „бокажи“ – горски полезащитни пояси, живи плетове, градини. В полдерите и по долините на реките има богата ливадна растителност и плодородни почви. В малкото гори на Белгия са се съхранили благороден елен, сърна, дива свиня, горска котка, горска куница, заек; гризачи – землеройка, обикновен сънливец (съсел), полевка. Птичата фауна е разнообразна, в т.ч. фазани, диви патици, блатобегачи, обекти на ловен спорт.

## Природни зони
Релефът, геоложкия строеж, климата, водите и растителността на Белгия предопределят и трите основни природни зони:
- Ниска Белгия (Basse Belgique) – плоски, на места заблатени низини с крайбрежни дюни и полдери, залесени остатъчни хълмове и „бокажи“ във Фландрия. Пясъчно-глинеста равнина с малки борови горички и обширни ливади в Кампин.
- Средна Белгия (Moyenne Belgique) – почти напълно земеделски усвоен район с плодородно льосово плато, прорязано от многочислени реки.
- Висока Белгия (Haute Belgique) – в района на Ардените са характерни платата и средновисоките хълмове, покрити с гъсти букови и дъбови гори, а в Югоизточна Белгия – горските варовикови куести, разделени от обработваеми глинести низини.

## Регионално разпределение
По административни единици разпределението на площта ѝ е както следва:
- Люксембург – 4440 km²
- Лиеж – 3862 km²
- Ено – 3786 km²
- Намюр – 3666 km²
- Западна Фландрия – 3144 km²
- Източна Фландрия – 2982 km²
- Антверпен – 2867 km²
- Лимбург – 2422 km²
- Фламандски Брабант – 2106 km²
- Валонски Брабант – 1091 km²
- Брюкселски столичен регион – 161,4 km²

Освен тези площи, Белгия разполага и с 3462 km² територии в Северно море, най-вече малки острови и пясъчни ивици. През 2000 г. Белгия подарява на Холандия ивица от 2000 m² край селището Зелзате.